# Newsha Tavakolian
Newsha Tavakolian ( in persiano نیوشا توکلیان‎ ) (Teheran, 1981) è una fotografa e documentarista iraniana.
Ha lavorato per la rivista Time, The New York Times, Le Figaro e National Geographic. È particolarmente nota per essersi concentrata sulle questioni femminili nel suo lavoro ed è stata membro del collettivo di fotografia femminile Rawiya che ha co-fondato nel 2011. La Tavakolian è membro di Magnum Photos .

## Carriera
Nata e cresciuta a Teheran, a 16 anni, Tavakolian ha seguito un corso di fotografia di sei mesi, dopo il quale ha iniziato a lavorare come fotografa professionista sulla stampa iraniana. Ha iniziato dal quotidiano femminile Zan, e in seguito ha lavorato per altri nove quotidiani riformisti, che sono stati tutti banditi. Ha coperto l'insurrezione studentesca del luglio 1999, usando la sua Minolta con un obiettivo da 50 mm e le sue fotografie sono apparse in diverse pubblicazioni. Tuttavia è stata costretta a interrompere il suo lavoro di fotoreporter a seguito del "caos" delle elezioni presidenziali dell'Iran nel 2009. Durante questo periodo, ha iniziato altri progetti incentrati sull'arte usando la fotografia e documentari sociali. Le fotografie di Tavakolian sono diventate più artistiche e hanno coinvolto il commento sociale.
Ha ottenuto la sua pausa internazionale nel 2001 all'età di 21 anni, quando ha incontrato J.P. Pappis, fondatore di Polaris Images di New York in un festival di fotografia a Perpignan, in Francia. Ha iniziato a coprire l'Iran per Polaris Images, nello stesso anno, e ha iniziato a lavorare come libero professionista per The Times nel 2004.
Tavakolian ha lavorato a livello internazionale, coprendo guerre, catastrofi naturali e storie di documentari sociali in Iraq, Libano, Siria, Arabia Saudita, Pakistan e Yemen . I suoi lavori sono stati pubblicati su riviste e giornali internazionali come la rivista Time, Newsweek, Stern, Le Figaro, Colors, New York Times Magazine, Der Spiegel, Le Monde, NRC Handelsblad e National Geographic .
Temi comuni nel suo lavoro sono storie fotografiche di donne, amici e vicini in Iran; il ruolo in evoluzione delle donne nel superare le restrizioni di genere; e contrastando gli stereotipi dei media occidentali. I suoi progetti fotografici includono Mother of Martyrs (2006), Women in the Axis of Evil (2006), The Day I Became a Woman (2010) e Look (2013).
Tavakolian faceva parte del Masterclass Joop Swart del 2006 organizzato da World Press Photo . Nel 2007 è stata finalista per l'Inge Morath Award . Le sue opere sono state esposte e raccolte presso istituzioni come il British Museum, il Victoria and Albert Museum, il Los Angeles County Museum of Art, il Museum of Fine Arts, Boston e Somerset House, Londra. (Aprile 2014), dove è stata una delle otto fotografe iraniane presenti nell'acclamata mostra "Burnt Generation". Nel giugno 2015 Tavakolian è diventato un membro di Magnum Photos .
Vive e lavora a Teheran ed è sposata con il giornalista olandese Thomas Erdbrink . Nel 2019, le autorità iraniane le hanno impedito di lavorare nel paese.

## Controversie
Nel 2014, Tavakolian vinse un premio di fotogiornalismo di 50.000 euro dal banchiere di investimenti francese Edouard Carmignac e dalla sua fondazione, la Fondation Carmignac. Tavakolian doveva creare la sua visione dell'Iran con un progetto che lei chiamava "Pagine bianche di un album fotografico iraniano". Questo progetto seguì la vita di un gruppo eterogeneo di iraniani che erano stati adolescenti durante la rivoluzione. Con sgomento di Tavakolian, Carmignac voleva manomettere il suo lavoro. Insisteva sul fatto che lei attribuisse al progetto un titolo cliché, "The Lost Generation", oltre a rimuovere il testo di accompagnamento che parlava della sua esperienza vissuta in Iran. Tavakolian disse: "Non sono un fiore delicato. Voglio solo assumermi la responsabilità del mio lavoro. Difendermi? Posso. Ma se qualcun altro mi dipinge in un angolo, come posso difendermi? Ho coperto molti eventi qui, ma sempre con me che sono responsabile delle mie decisioni.". Tavakolian allora restituì la ricompensa. La sua decisione derivò dai suoi sentimenti verso l'Occidente, poiché negava attivamente l'influenza occidentale sulla sua arte. Questo fu fondamentale per la sua carriera come artista iraniana. Dichiarò: "Quando eravamo bloccati nel convincere l'Occidente a comprendere l'Iran, il nostro lavoro rimase in superficie. Voglio raccontare la storia degli iraniani agli stessi iraniani, è qui che posso sfidare me stesso e approfondire gli strati più complicati ". Il suo lavoro mira ad essere privo di influenza occidentale, in quanto non è destinato al pubblico occidentale. Il lavoro di Tavakolian continua ad essere una rappresentazione reale e personale dell'Iran. Questo è il fulcro del suo lavoro.
Newsha Tavakolian ha avuto diversi progetti controversi nel mondo islamico. Il suo progetto "Listen" si concentra su cantanti donne alle quali non è permesso esibirsi da soli o produrre i propri CD a causa delle normative islamiche in vigore dalla rivoluzione del 1979. Oltre a creare potenziali copertine di CD per cantanti musulmane, Tavakolian include ritratti delle cantanti, con gli occhi chiusi, la bocca aperta e la passione sui loro volti. Queste donne erano così terrorizzate di essere fotografate, che la Tavakolian ha trascorso quasi un anno a convincerle a partecipare al servizio fotografico. Le donne nelle fotografie sono tutte cantanti professioniste che hanno abbandonato le loro carriere. Secondo il principio islamico, alle donne non è permesso cantare per gli uomini. Per guadagnarsi da vivere, queste donne possono cantare solo in feste per sole donne, cantare in sottofondo o esibirsi al di fuori dell'Iran. Pertanto, il suo lavoro può essere considerato altamente controverso per le società musulmane, oltre ai paesi che difendono l'Islam.
Nel giugno 2016, la Media Development Authority (MDA) di Singapore ha censurato 33 fotografie della Tavakolian previste per la sua mostra I Know Why the Rebel Sings, nell'ambito del programma OPEN del Festival internazionale delle arti di Singapore all'ultimo momento. 15 di queste fotografie, raffiguranti ribelli che combattono contro l'ISIS, sono state presentate allo spettacolo, limitatamente alle persone con più di 16 anni. Il direttore del festival Ong Keng Sen ha rilasciato una dichiarazione in cui condanna la mossa della MDA e la mancanza di spiegazioni e sottolinea che le fotografie sono già state pubblicate sulla rivista Time facilmente accessibili, sia online che offline. "Alla presentazione della mostra, ha affermato che non sappiamo di vivere con un nuovo terrore, che è fuori dal nostro controllo".